# 宇都宮辻子
座標: 北緯35度19分13.1秒 東経139度33分14.2秒 / 北緯35.320306度 東経139.553944度

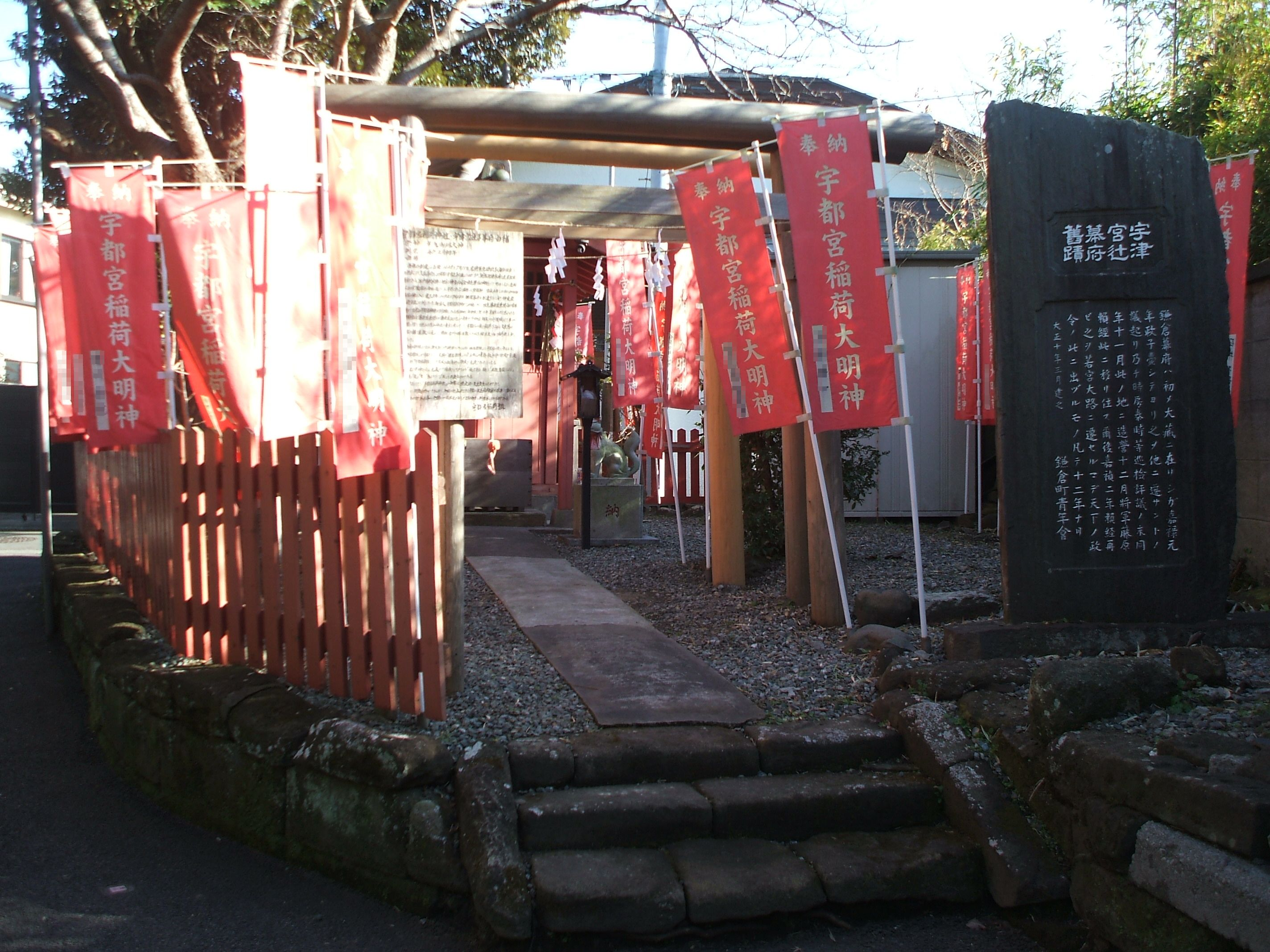
辻子の北側200メートルにあった幕府の跡地とされ、「宇津宮辻幕府舊蹟碑」が建つ宇津宮稲荷神社

宇都宮辻子（うつのみやずし）、または宇津宮辻子は、中世の鎌倉にあった小道（辻子）の一つ。現在の神奈川県鎌倉市小町二丁目に位置し、若宮大路と小町大路の間を繋いでいた。

## 概要
宇都宮辻子は、鎌倉時代に鎌倉の鶴岡八幡宮から由比ヶ浜（相模湾）に向かって南北に延びる若宮大路の二の鳥居のすぐ南側にあった小道（辻子）で、若宮大路とその東側の小町大路の間を東西に結んでいた。下野国宇都宮社の神職で、平安時代末期に京で左衛門尉を務めるなど鎌倉幕府の有力御家人となった宇都宮朝綱ら、宇都宮氏の鎌倉における居館がこの界隈にあったことからこの名で呼ばれた。
鎌倉幕府の政庁は、当初、大倉の地に位置する大倉幕府であったが、1236年（嘉禎2年）に第3代執権・北条泰時によって宇都宮辻子の北側200メートルの地に移転され、宇都宮辻子幕府（宇津宮辻子幕府）と呼ばれた。現在は幕府跡地に御所内の社であったと伝わる宇津宮稲荷神社が鎮座しその面影を残す。